# Vatka
Vatka je rybářská síť určená k lovu plůdku a násady. Používá se zejména k výlovu sádek a rybníků. Z technického hlediska se jedná o menší typ nevodu s délkou od 3 do 10 metrů a šířkou od 2 do 6 metrů.